# 勒普拉尼亚勒
勒普拉尼亚勒（法語：Le Plagnal，法語發音：[lə plaɲal]）是法国阿尔代什省的一个市镇，属于拉让蒂耶尔区。

## 地理
勒普拉尼亚勒（44°42'1"N, 3°56'44"E）面积16.07 平方千米，位于法国奥弗涅-罗讷-阿尔卑斯大区阿尔代什省，该省份为法国东南部内陆省份，北起顺时针与卢瓦尔省、伊泽尔省、德龙省、沃克吕兹省、加尔省、洛泽尔省和上盧瓦爾省接壤。
与勒普拉尼亚勒接壤的市镇（或旧市镇、城区）包括：阿斯泰、塞利耶迪吕克、拉维拉特、圣阿尔邦昂蒙塔涅、圣艾蒂安-德吕格达雷斯。

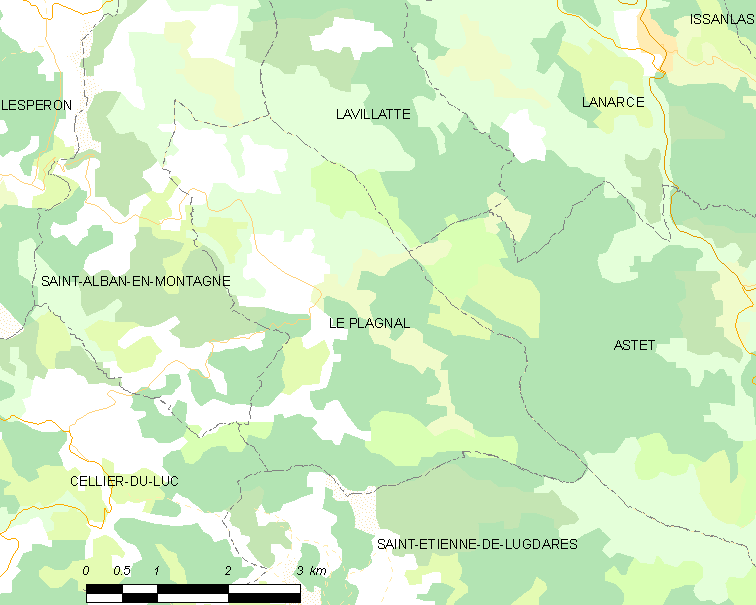
勒普拉尼亚勒的OSM定位图

勒普拉尼亚勒的时区为UTC+01:00、UTC+02:00（夏令时）。

## 行政
勒普拉尼亚勒的邮政编码为07590，INSEE市镇编码为07175。

## 政治
勒普拉尼亚勒所属的省级选区为上阿尔代什县。

## 人口

1962-2008年间勒普拉尼亚勒人口变化图示

勒普拉尼亚勒于2022年1月1日时的人口数量为65人。